# Quế (họ)
Quế là một họ của người châu Á. Họ này có ở Việt Nam, Trung Quốc (chữ Hán: 桂, Bính âm: Gui), Triều Tiên (Hangul: 계, Romaja quốc ngữ: Kye) và Nhật Bản (Katsura). Họ này đứng thứ 308 trong danh sách Bách gia tính.

## Người Việt Nam họ Quế
- Quế Ngọc Hải, cầu thủ bóng đá Việt Nam
- Quế Ngọc Mạnh, cầu thủ bóng đá Việt Nam
- Quế Thị Thương (Quế Thương), ca sĩ chuyên dòng nhạc về quê hương Nghệ Tĩnh
- Quế Đình Nguyên, Phó Tổng Biên tập Báo Nhân Dân

## Người Trung Quốc họ Quế
- Quế Luân Mỹ, nữ diễn viên nổi tiếng người Đài Loan
- Quế Vũ Mông, ca sĩ Trung Quốc
- Quế Thế Dung, học gia kinh tế

## Người Triều Tiên họ Quế
- Kye Eun-Sook, ca sĩ Hàn Quốc.